# 1663

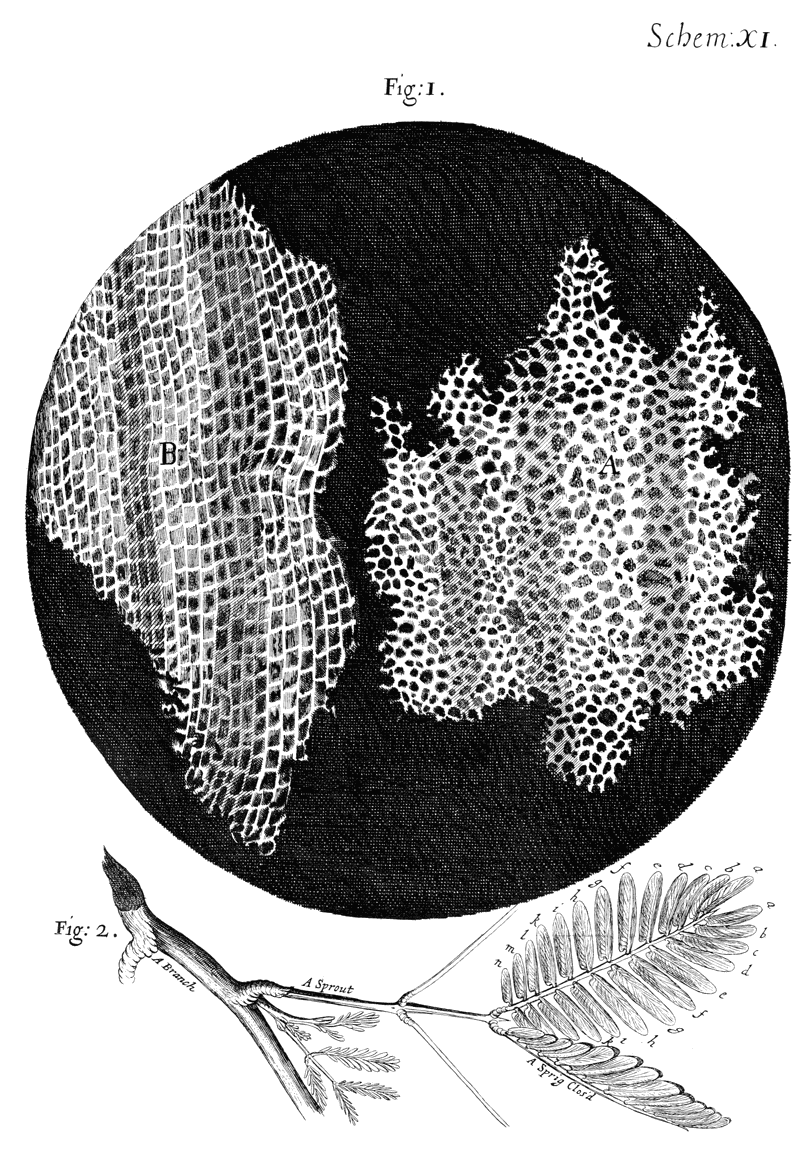
Desenho da estrutura da cortiça, observada ao microscópio por Robert Hooke e impresso nom seu livro Micrographia, origem da palavra "célula" ("pequena cavidade"), usada para descrever a menor unidade de um organismo vivo.

- Wikisource

| Calendário gregoriano                                                        | 1663 MDCLXIII                       |
| Ab urbe condita                                                              | 2416                                |
| Calendário arménio                                                           | 1112 – 1113                         |
| Calendário bahá'í                                                            | -181 – -180                         |
| Calendário budista                                                           | 2207                                |
| Calendário chinês                                                            | 4359 – 4360 Início a 8 de fevereiro |
| Calendário copta                                                             | 1379 – 1380                         |
| Calendário etíope                                                            | 1655 – 1656                         |
| Calendários hindus - Vikram Samvat - Calendário nacional indiano - Cáli Iuga | 1718 – 1719 1584 – 1585 4763 – 4764 |
| Calendário Holoceno                                                          | 11663                               |
| Calendário islâmico                                                          | 1074 – 1075                         |
| Calendário judaico                                                           | 5423 – 5424                         |
| Calendário persa                                                             | 1041 – 1042                         |
| Calendário rúnico                                                            | 1913                                |
| Calendário solar tailandês                                                   | 2206                                |

1663 (MDCLXIII, na numeração romana) foi um ano comum do século XVII do Calendário Gregoriano, da Era de Cristo, e a sua letra dominical foi G (52 semanas), teve início numa segunda-feira e terminou também numa segunda-feira.
| Ano completo                         |
| ------------------------------------ |
| Ano comum com início à segunda-feira |

## Eventos
- António de Sousa de Macedo, um dos Quarenta Conjurados, redige o primeiro jornal alguma vez feito em Portugal, o Mercurio Portuguez.
- Os portugueses perdem Cochim assim como a Cananor, com a sua fortaleza, a favor dos neerlandeses na última fase negocial do Tratado de paz de Haia que chega ao fim neste ano. O seu início tinha-se dado em 1661)
- A Ordem dos Agostinianos Descalços chega a Portugal, instalando-se em Lisboa no Lugar do Grilo que lhes deu a designação popular de "grilos" aos seus frades.
- Inicia-se a construção do Convento de São Francisco, Angra do Heroísmo que são terminadas em 1 de Outubro de 1672.
- Naufrágio de 11 navios, o total de uma frota que provinha do Brasil, foi o maior desastre de que há registo ocorrido na Baía de Angra, por acção duma tempestade. Fora o que deu à costa, a carga perdeu-se. Este acontecimento provoca a interdição real da arribada em Angra durante algum tempo.
- Robert Hooke identifica as células observando ao microscópio um pedaço de cortiça.

### Janeiro
- 25 janeiro - Os Correios tiveram sua origem no Brasil com a criação do Correio-Mor no Rio de Janeiro, embora a capital da colônia fosse então Salvador.

### Março
- 24 de março - Rei Carlos II de Inglaterra cria a Província da Carolina e a divide entre oito diferentes proprietários.

### Junho
- 6 de Junho - Dá-se a Batalha do Ameixial com a vitória dos portugueses sobre os castelhanos.

## Nascimentos
- 26 de janeiro - D. João de Almeida Portugal, 2.º conde de Assumar e embaixador português na Catalunha (m. 1733).
- 24 de agosto - D. Rodrigo da Silveira Silva e Teles, 3º conde de Sarzedas, filho do 2º conde D. Luís Lobo da Silveira (m. 1735).
- 31 de outubro - João de Sousa e Ataíde, 1.º conde de Alva (m. 1740).
- António Manuel de Vilhena, 66.º Grão-Mestre da Ordem dos Hospitalários na ilha de Malta (m. 1736).

## Mortes
- 23 de julho - José Ortiz de Camargo, bandeirante no Brasil.
- dezembro - Rodrigo de Miranda Henriques, um religioso português e reitor da Universidade de Coimbra (ca. 1620).
- Abraham Pharar ou Abraham Farrar, médico, poeta e religioso judeu nascido em Portugal.
- Ngola Ana Nzinga Mbande, rainha dos reinos do Ndongo e Matamba. (n. 1583).
- António Barbosa Bacelar, poeta português (n. 1610).